# David Etien
David Etien, né en 1981, est un dessinateur coloriste français de bande dessinée.

## Biographie
David Etien a suivi un BTS en communication visuelle. Il rencontre Jean-Blaise Djian, qui lui fournit l'occasion de réaliser ses premiers albums : la trilogie Chito Grant. En parallèle, l'artiste reçoit une formation en animation à l'École des Gobelins. Il participe ensuite au dessin animé Persépolis. Djian lui présente Olivier Legrand.
Etien étant « fasciné par la période victorienne », les auteurs entament la série Les Quatre de Baker Street, qui compte 7 albums en 2018 ; le septième, L'Affaire Moran, attire des critiques positives sur BD Gest.
Étien remporte le Veau d'Or du 13e festival Des Planches et des Vaches en avril 2014 et devient le président de la 14e édition en avril 2015.
En 2017, il confirme son affiliation graphique à Régis Loisel en signant le tome 9 de la série culte La Quête de l'oiseau du temps, scénarisé par Serge Le Tendre et publié aux éditions Dargaud.
Début 2019, il est le dessinateur de Champignac, une nouvelle série publiée par les éditions Dupuis, dérivée de  Spirou et Fantasio. C'est le duo Béka qui officie au scénario.

## Œuvres publiées
- Chito Grant, avec Jean-Blaise Djian (scénario), Emmanuel Proust Éditions

1. Pablo Ortega, mon père, 2004[3]
2. Les frères Palance, 2005
3. Passé recomposé, 2008

- Les Quatre de Baker Street, avec Jean-Blaise Djian et Olivier Legrand (scénario), Éditions Vents d'Ouest

1. L'Affaire du rideau bleu  (ISBN 978-2749304373), 2009 (préface de Régis Loisel)
2. Le Dossier Raboukine  (ISBN 978-2749305196), 2010
3. Le Rossignol de Stepney  (ISBN 978-2749306063), 2011
4. Les Orphelins de Londres  (ISBN 978-2749306889), 2012
Le monde des Quatre de Baker Street  (ISBN 978-2749307237), 2013
5. La Succession Moriarty, 2014
6. L'Homme du Yard, 2015

- La Quête de l'oiseau du temps, scénario de Régis Loisel et Serge Le Tendre, Dargaud

1. L'Emprise (2017)
2. Kryll (2020)
3. Folle Graine (2022)
4. L'Omégon (2024)

- Champignac, avec Béka (scénario), Dupuis

1. Enigma  (ISBN 978-2-8001-7478-5), 2019
2. Le patient A  (ISBN 9791034749249), 2021

## Prix et distinctions
- 2009 : Prix Conseil Général pour Les Quatre de Baker Street [4]
- 2010 :  Prix Saint-Michel jeunesse pour Les Quatre de Baker Street, t. 2 Le Dossier Raboukine (avec Jean-Blaise Djian et Olivier Legrand)[5]
- 2012 : dBD Award, pour Les Quatre de Baker Street, tome 3 (avec Jean-Blaise Djian et Olivier Legrand)[6]
- 2019 :  Prix de la BD Fnac Belgique[7] pour Champignac, tome 1 : Enigma avec Béka (scénariste)